# Maximin Isnard
Maximin Isnard (16. listopadu 1755 Grasse – 12. března 1825 Grasse) byl obchodník a politik v období Velké francouzské revoluce.

## Biografie
Narodil se v Grasse roku 1755 jako syn Maximina Isnarda a Anne-Theresie Fantonové. Před revolucí byl bohatým obchodník s parfumerií a později i s mýdlem a hedvábím. Po vypuknutí revoluce byl roku 1791 zvolen poslancem do Zákonodárného národního shromáždění, kde se připojil k girondistům. Roku 1793 získal místo ve výboru pro veřejnou bezpečnost. Hlasoval pro smrt krále a požadoval vyslání kněží kteří nesouhlasili s ústavou do vyhnanství. Podílel se na založení Výboru veřejného blaha a vyhlášení války evropským zemím. Po svržení girondistů byl v červnu 1793 uvržen do domácího vězení, ale uprchl a zachránil se. Do politiky se vrátil roku 1795, kdy se stal členem rady pěti set, téhož roku vydal na svojí obranu Proscription d'Isnard, která se stala základem pro rehabilitaci girondistů. Po Fructidorském převratu musel opustit politiku. Roku 1799 se stal členem tribunátu a velmi podporoval Napoleona Bonaparte, od kterého získal roku 1813 obdržel titul barona. Podporoval však i restauraci Bourbonů. Roku 1825 v Grasse zemřel.